# Parafia św. Stanisława Biskupa w Sokolnikach
Parafia Świętego Stanisława Biskupa w Sokolnikach jest jedną z 11 parafii leżącą w granicach dekanatu kłeckiego. Erygowana w 1410 roku.

## Dokumenty
Księgi metrykalne: 
- ochrzczonych od 1945 roku
- małżeństw od 1945 roku
- zmarłych od 1945 roku